# بيتر دير (عالم إنسان)
بيتر دير (بالإنجليزية: Peter Dwyer)‏ هو عالم إنسان أسترالي، ولد في 1937.